# Patinação de velocidade nos Jogos Olímpicos de Inverno de 2022 - 3000 m feminino
A competição dos 3000 m feminino da patinação de velocidade nos Jogos Olímpicos de Inverno de 2022 foram realizadas no Oval Nacional de Patinação de Velocidade de Pequim, em 5 de fevereiro.

## Medalhistas
| Ouro   | NED Irene Schouten         |
| Prata  | ITA Francesca Lollobrigida |
| Bronze | CAN Isabelle Weidemann     |

## Recordes
Antes desta competição, os recordes mundiais e olímpicos da prova eram os seguintes:
| Tipo | Atleta            | Tempo       | Local          | Data                    |
| ---- | ----------------- | ----------- | -------------- | ----------------------- |
|      | Martina Sáblíková | 3:52.02 min | Salt Lake City | 9 de março de 2019      |
|      | Claudia Pechstein | 3:57.70 min | Salt Lake City | 20 de fevereiro de 2002 |

## Resultados
| Pos.              | Par | Raia | Atleta                 | País                | Tempo   | Diferença | Notas            |
| ----------------- | --- | ---- | ---------------------- | ------------------- | ------- | --------- | ---------------- |
| Medalha de ouro   | 10  | O    | Irene Schouten         | NED Países Baixos   | 3:56.93 |           | Recorde olímpico |
| Medalha de prata  | 10  | I    | Francesca Lollobrigida | ITA Itália          | 3:58.06 | +1.13     |                  |
| Medalha de bronze | 9   | I    | Isabelle Weidemann     | CAN Canadá          | 3:58.64 | +1.71     |                  |
| 4                 | 8   | I    | Martina Sáblíková      | CZE República Checa | 4:00.34 | +3.41     |                  |
| 5                 | 9   | O    | Ragne Wiklund          | NOR Noruega         | 4:01.44 | +4.51     |                  |
| 6                 | 3   | I    | Miho Takagi            | JPN Japão           | 4:01.77 | +4.84     |                  |
| 7                 | 3   | O    | Carlijn Achtereekte    | NED Países Baixos   | 4:02.21 | +5.28     |                  |
| 8                 | 6   | O    | Antoinette de Jong     | NED Países Baixos   | 4:02.37 | +5.44     |                  |
| 9                 | 6   | I    | Ayano Sato             | JPN Japão           | 4:03.40 | +6.47     |                  |
| 10                | 4   | O    | Evgeniia Lalenkova     | ROC                 | 4:03.42 | +6.49     |                  |
| 11                | 5   | O    | Natalya Voronina       | ROC                 | 4:03.84 | +6.91     |                  |
| 12                | 5   | I    | Valérie Maltais        | CAN Canadá          | 4:04.27 | +7.34     |                  |
| 13                | 2   | O    | Nadezhda Morozova      | KAZ Cazaquistão     | 4:04.97 | +8.04     |                  |
| 14                | 8   | O    | Ivanie Blondin         | CAN Canadá          | 4:06.40 | +9.47     |                  |
| 15                | 7   | O    | Han Mei                | CHN China           | 4:07.74 | +10.81    |                  |
| 16                | 7   | I    | Maryna Zuyeva          | BLR Bielorrússia    | 4:08.70 | +11.77    |                  |
| 17                | 1   | I    | Adake Ahenaer          | CHN China           | 4:12.28 | +15.35    |                  |
| 18                | 4   | I    | Nikola Zdráhalová      | CZE República Checa | 4:13.13 | +16.20    |                  |
| 19                | 2   | I    | Mia Kilburg            | USA Estados Unidos  | 4:13.42 | +16.49    |                  |
| 20                | 1   | O    | Claudia Pechstein      | GER Alemanha        | 4:17.16 | +20.23    |                  |

Legenda
| Recorde mundial      | Recorde mundial (World record)               |                       | Recorde africano                      | Recorde africano (African) |                                           | Q | Classificado por posição (Qualified) |
| Recorde olímpico     | Recorde olímpico (Olympic record)            | Recorde da América    | Recorde da América (Americas)         | q                          | Classificado por melhor tempo (Qualified) |   |                                      |
| Melhor marca do ano  | Melhor marca do ano (World leading)          | Recorde asiático      | Recorde asiático (Asian)              | DNS                        | Não largou (Did not start)                |   |                                      |
| Recorde nacional     | Recorde nacional (National record)           | Recorde europeu       | Recorde europeu (European)            | DNF                        | Não terminou (Did not finish)             |   |                                      |
| Recorde pessoal      | Recorde pessoal do atleta (Personal best)    | Recorde da Oceania    | Recorde da Oceania (Oceania)          | DSQ / DQ                   | Desclassificado (Disqualified)            |   |                                      |
| Recorde da temporada | Recorde da temporada do atleta (Season best) | Recorde sul-americano | Recorde sul-americano (South America) | NM                         | Sem marca (No mark)                       |   |                                      |